# Palo Blanco-Llanadas
Palo Blanco-Llanadas es una de las entidades de población que conforman el municipio de Los Realejos, en la isla de Tenerife —Canarias, España—.

## Características
Está situada a 4 kilómetros al este de la capital municipal, a una altitud media de 1.189 m s. n. m., aunque el área urbana se localiza a unos 660 m s. n. m.
Está formada por los núcleos de La Ferruja, Placeres, Las Llanadas y Palo Blanco.
La localidad posee el colegio de Infantil y Primaria Palo Blanco, una oficina de la tenencia de alcaldía, la iglesia parroquial de Ntra. Sra. de los Dolores y las ermitas de Ntra. Sra. de la Milagrosa en La Ferruja, la de San Martín de Porres en La Romera-Placeres, la Sagrada Familia en Lomo de La Viuda y la de la Cruz, San Antonio y Santa María de la Cruz en La Cruz del Castaño, plazas públicas, un parque infantil, varios polideportivos, un consultorio médico, farmacia, tanatorios municipales en cada núcleo, el campo municipal de fútbol El Cercado, una gasolinera, pequeños comercios, bares y restaurantes.
Gran parte de la superficie de la localidad se encuentra protegida en el Parque Natural de la Corona Forestal.

## Demografía
| Año        | 2000  | 2001  | 2002  | 2003  | 2004  | 2005  | 2006  | 2007  | 2008  | 2009  | 2010  | 2011  | 2012  | 2013  |
| ---------- | ----- | ----- | ----- | ----- | ----- | ----- | ----- | ----- | ----- | ----- | ----- | ----- | ----- | ----- |
| Habitantes | 2.778 | 2.844 | 2.839 | 2.884 | 2.851 | 2.825 | 2.852 | 2.829 | 2.811 | 2.834 | 2.853 | 2.898 | 2.885 | 2.842 |

| Núcleo       | Habitantes |
| ------------ | ---------- |
| La Ferruja   | 939        |
| Las Llanadas | 637        |
| Palo Blanco  | 1.053      |
| Diseminado   | 213        |

## Comunicaciones
Se accede al barrio por la Carretera a Palo Blanco TF-326 o por la Carretera de Las Medianías-Benijos.

### Transporte público
En autobús —guagua— queda conectado mediante las siguientes líneas de TITSA:
| Línea | Trayecto                                                   | Recorrido     |
| ----- | ---------------------------------------------------------- | ------------- |
| 330   | Los Realejos - San Vicente - Las Llanadas (circunvalación) | Horario/Línea |
| 347   | La Orotava - Realejo Alto (por Benijos y Palo Blanco)      | Horario/Línea |

## Lugares de interés
- Zona recreativa Chanajiga